# Висцерална лайшманиоза
Висцералната лайшманиоза (ВЛ) (на латински: Leishmanioses visceralis) е трансмисивно заболяване, засягащо моноцитно-макрофагеалната система на костния мозък, слезката и др.

## Определение
Висцерална лайшманиоза е протозойно, трансмисивно заболяване, което протича с фебрилитет, увеличаване на черния дроб и слезката, анемия, левко и тромбоцитопения и измършавяване.
У нас се среща предимно в граничните области на Южна България – средиземноморска, средноазиатска, детска ВЛ.
Източник на заболяването са опаразитени хора и някои гръбначни животни (кучета, лисици, чакали). Механизма на предаване е трансмисивен – чрез ухапване, а преносители са женски кръвосмучещи насекоми (род „Флеботомус“).
След преболедуване от лайшманиоза остава доживотен, траен имунитет.

## Патогенеза
Причинителите се развиват вътреклетъчно в макрофагите и хистиоцитите, от където се разнасят до черния дроб, лимфните възли, слезката, костния мозък и стомашно-чревния тракт. Развива се интоксикация и сензибилизация на организма. Настъпва анемия.
Клинична картина: Инкубационния период е 3 – 10 месеца.
Заболяването протича в 3 стадия:
1. Начален период – образува се папула на мястото на ухапването. След инкубацията се наблюдава отпадналост, намален апетит, повишена температура и увеличена слезка. Този период продължава 2 – 6 седмици.
2. Период на разгръщане на болестта – след третата седмица настъпва увеличаване на черния дроб и слезката. Кожата е с тъмен почти черен цвят. Анемията прогресира, хемоглобинът силно намалява.
3. Терминален стадий – общото състояние на болния се влошава. Намален е мускулния тонус и телесната маса. Настъпва кахексия (измръшавяване). Болните умират от вторични инфекции и сърдечно-съдова недостатъчност.

## Диагноза
В първите 1 – 2 месеца от началото на заболяването, чрез серологично изследване, кръвта се изпраща за изследване в референтна паразитологична лаборатория на Националния център по заразни и паразитни болести в София.
Болните се хоспитализират, изследват се материали от биопсия на костен мозък, черен дроб, далак, лимфни възли. Болните се диспансеризират за 1 г.

## Профилактика
- лична – предпазване от ухапване от флеботоми, замрежаване на прозорците и добри хигиенни условия в жилищата;
- обществена – ранно откриване и лечение на заболелите както и дезинсекция.